# Santuario di Nostra Signora delle Grazie e di Santa Maria Goretti
Il santuario di Nostra Signora delle Grazie e di Santa Maria Goretti, a Nettuno, è la chiesa che custodisce il corpo della fanciulla, martire della purezza (1890-1902); sorge alla fine del lungomare Giacomo Matteotti, lungo la costa, in prossimità della foce del fiume Loricina. Nell'agosto 1970 fu elevato da papa Paolo VI alla dignità di basilica minore.

## Storia e descrizione

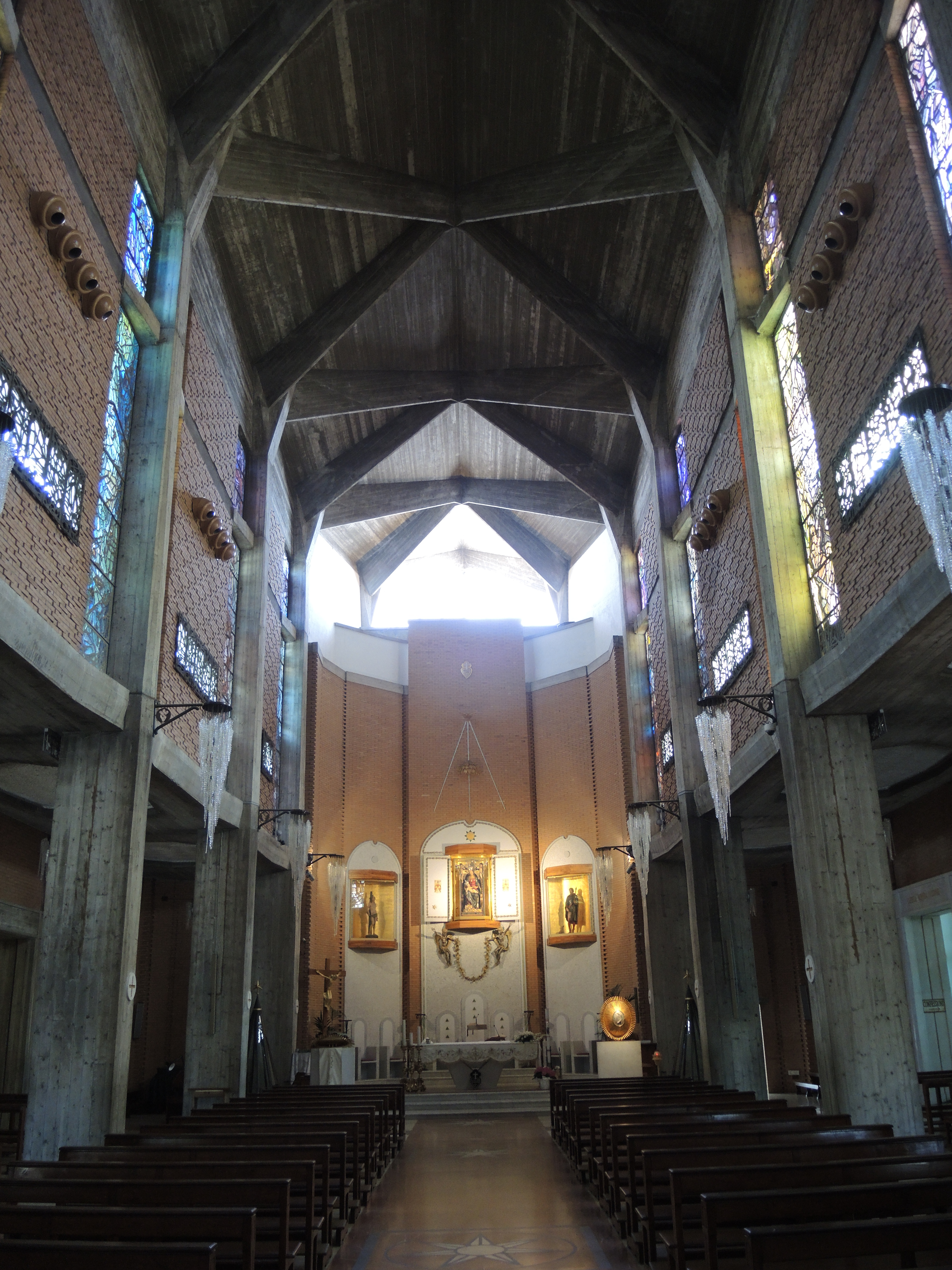
L'interno del santuario

L'edificio risale al XVI secolo ed è stato realizzato nel luogo in cui sorgeva una chiesetta dedicata all'Annunziata (detta anche di san Rocco). 
Il santuario ospita la cripta di santa Maria Goretti ed espone la statua lignea di Nostra Signora delle Grazie: la tradizione vuole che la statua lignea approdasse sulle coste di Nettuno, nel 1550, su una nave proveniente dall'Inghilterra, dopo lo scisma anglicano. In Inghilterra, in quel periodo, le chiese cattoliche venivano confiscate e le statue dei santi distrutte. Così alcuni marinai imbarcarono le statue della Madonna delle Grazie e di altri santi su una imbarcazione diretta a Napoli; la nave però, a causa di un violento temporale, approdò a Nettuno. Così i simulacri della Vergine, di san Rocco, e di san Sebastiano, vennero riposte nell'allora piccola chiesa dell'Annunziata. Questo approdo fu interpretato come un segno della volontà della Madonna: le tre sculture, pertanto, rimasero lì, dove sono tuttora conservate.
Il tempio ha subito, nel corso dei secoli, due restauri nel 1718 e nel 1868. Data la vicinanza al mare, il complesso architettonico ha sofferto in passato alcuni danni dovuti all'erosione del vento e alla salsedine; la chiesa venne infatti chiusa al pubblico dal 1904 al 1905 e dal 1908 al 1914, anno in cui venne presentato un nuovo progetto voluto dai Padri Passionisti e finanziato dal papa Pio X. Nel 1960 venne completato il disegno del porticato del sagrato, ma, nel 1966 il luogo sacro venne nuovamente dichiarato pericolante. Fu riaperto al pubblico il 15 agosto 1969, con una nuova collocazione della statua della Madonna delle Grazie e della cripta di santa Maria Goretti (le sue spoglie vi furono traslate nel 1929).
Gli abitanti di Nettuno sono assai devoti alla Madonna e alla dodicenne brutalmente uccisa, canonizzata nel 1950 da Pio XII: le festeggiano, infatti, nei mesi di maggio e luglio.